# Choisy-la-Victoire
Choisy-la-Victoire település Franciaországban, Oise megyében. Lakosainak száma 245 fő (2022. január 1.). Choisy-la-Victoire Estrées-Saint-Denis, Avrigny, Bailleul-le-Soc, Blincourt, Moyvillers, Sacy-le-Grand, Sacy-le-Petit és Saint-Martin-Longueau községekkel határos.

## Népesség
A település népességének változása:
| Lakosok száma | 220  | 232  | 236  | 236  | 241  | 245  | 247  | 243  | 245  |
|               | 2013 | 2015 | 2016 | 2017 | 2018 | 2019 | 2020 | 2021 | 2022 |